# Stephanie Vaquer
Ana Stephanie Vaquer González, meglio conosciuta con il ring name Stephanie Vaquer (San Fernando, 29 marzo 1993), è una wrestler cilena sotto contratto con la WWE.
Stephanie Vaquer è conosciuta soprattutto per il suo periodo di permanenza nella Consejo Mundial de Lucha Libre, dove ha detenuto il Campeonato Mundial Femenil de CMLL e il Campeonato Mundial Femeniles de Parejas del CMLL con Zeuxis; è stata la prima luchadora nella storia della CMLL ad aver detenuto entrambi i titoli contemporaneamente. Ha lottato anche nella All Elite Wrestling e nella Revolution Pro Wrestling, grazie alla collaborazione di queste due organizzazioni con la CMLL. È nota anche per i suoi trascorsi nelle principali promozioni giapponesi, come la World Wonder Ring Stardom, Ice Ribbon, Tokyo Joshi Pro-Wrestling e la New Japan Pro-Wrestling, di cui è stata detentrice dello Strong Women's Championship.
Nel 2024 ha firmato per la WWE, dove ha detenuto l'NXT Women's North American Championship e l'NXT Women's Championship.

## Biografia
Ana Stephanie Vaquer González è nata il 29 marzo 1993 a San Fernando in Cile. Ha frequentato la Escuela Villa Centinela fino alla quarta elementare nel 2004, prima di trasferirsi a San Antonio, nella Regione di Valparaíso. Lì ha completato l'istruzione primaria nel 2006 presso la Escuela Movilizadores Portuarios. Nel 2010 si è diplomata all'Instituto Comercial Marítimo Pacífico Sur.

## Carriera

### Gli esordi (2009–2018)
Ha iniziato ad allenarsi in Cile con l'obiettivo di divenire una wrestler sotto la guida di Paul Slandering e debuttò nel 2009 all'età di 16 anni. I suoi primi incontri documentati risalgono all'agosto 2010 in occasione di piccoli eventi in Cile, in cui ha lottato con il ring name "Dark Angel".
All'età di 19 anni, si trasferì a Veracruz, in Messico, e si allenò sotto la guida di Ricky Marvin, Último Guerrero, Gran Apache e Villano IV. Debuttò sui ring messicani in una card di Chilanga Mask il 22 dicembre 2013, dove venne sconfitta da Heroina. Durante una tournée a Mérida, subì una tripla frattura al naso che la costringe a smettere di lottare per due anni, durante i quali lavorò come cameriera in un ristorante.
Nel 2018 ha debuttato in Giappone, disputando tra luglio e agosto cinque incontri per la World Wonder Ring Stardom. Successivamente, nello stesso anno, ha partecipato a un provino per la WWE, che si teneva in Cile.

### Consejo Mundial de Lucha Libre (2019–2024)

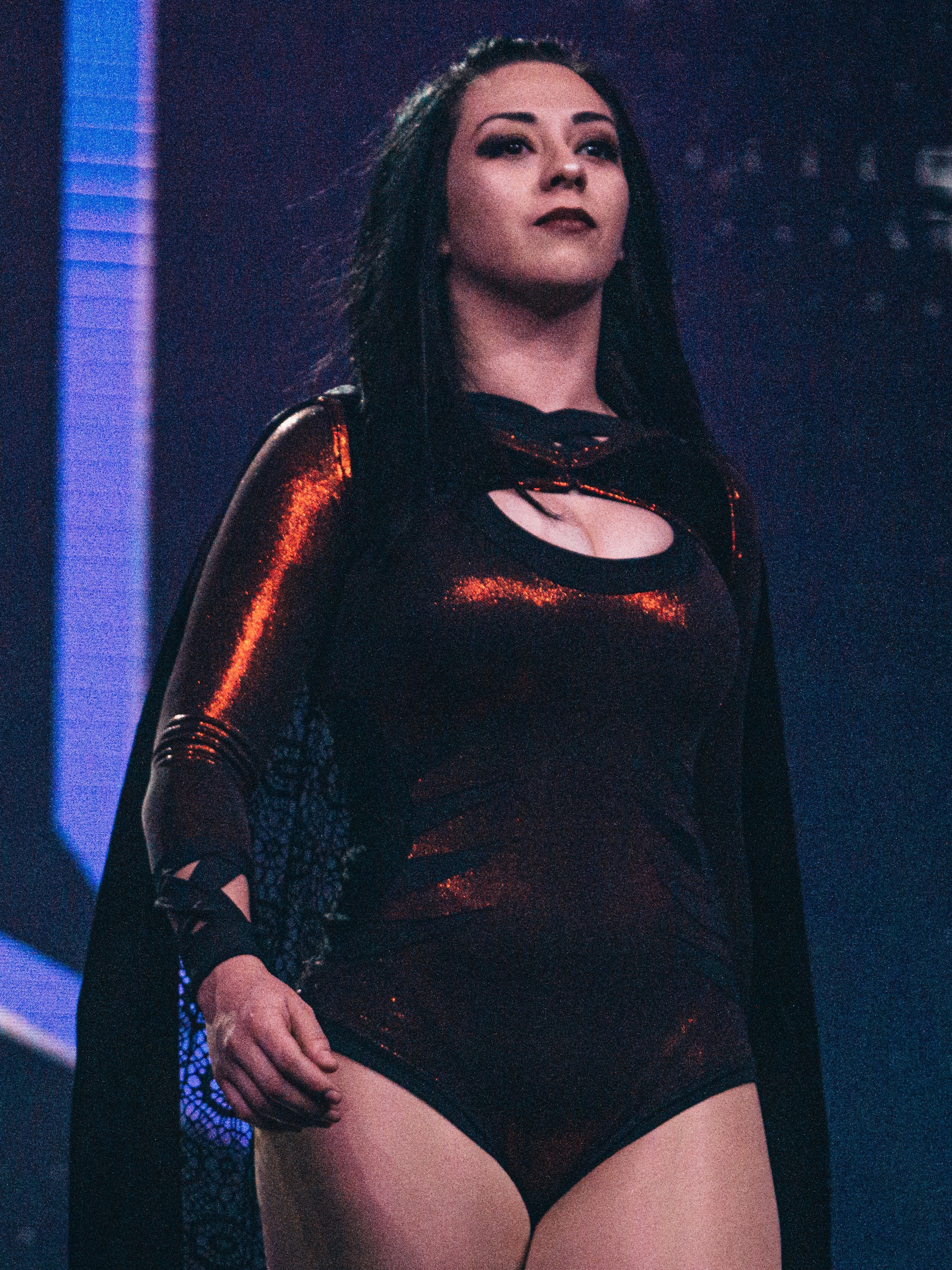
Stephanie Vaquer nel 2019

Il 9 agosto 2019, ha iniziato a lottare nella Consejo Mundial de Lucha Libre in Messico. Inizialmente è stata un'ospite stagionale, alternando match in Messico, Cile e Giappone, prima di entrare a far parte della CMLL a tempo pieno.
Nel febbraio 2023 formò un tag team con Zeuxis, e sconfiggendo La Jarochita e Lluvia (note come Las Chicas Indomables) il 21 marzo, vinsero il Campeonato Femeniles de Parejas de Occidente.  Il 16 settembre, a CMLL 90th Anniversary Show, Vaquer e Zeuxis sconfissero nuovamente Las Chicas Indomables e vinsero il Campeonato Mundial Femeniles de Parejas del CMLL. Il 29 settembre, a Noche de Campeones, Vaquer ha sconfitto La Catalina e vinse il vacante Campeonato Mundial Femenil de CMLL. Il 14 novembre, ha difeso con successo il titolo sconfiggendo Lluvia. Il 10 luglio 2024, è stato rivelato che Vaquer avrebbe lasciato la CMLL per motivi personali, rendendo vacanti i due titoli.

### New Japan Pro-Wrestling e World Wonder Ring Stardom (2023–2024)
Il 27 aprile 2023, la New Japan Pro-Wrestling ha annunciato che Vaquer avrebbe rappresentato la CMLL in un torneo a quattro donne ad eliminazione  il 21 maggio allo show Resurgence per incoronare la Strong Women's Champion inaugurale. All'evento, ha perso contro Mercedes Moné durante le semifinali. Il 10 novembre, al Lonestar Shootout, ha sfidato Mayu Iwatani per l'IWGP Women's Championship senza successo.
Il 10 marzo 2024, ha lottato nella seconda serata del Cinderella Tournament ospitato dalla promozione sorella della NJPW, la World Wonder Ring Stardom, sconfiggendo Giulia per conquistare lo Strong Women's Championship. Dopo aver difeso con successo il titolo il 12 aprile contro AZM a Windy City Riot e l'11 maggio contro Alex Windsor a Resurgence, il 30 giugno ha perso il titolo contro Mercedes Moné a AEW×NJPW: Forbidden Door, evento nato dalla collaborazione tra la New Japan Pro-Wrestling e la All Elite Wrestling, terminando così il suo regno di 112 giorni.

### Revolution Pro Wrestling (2024)
Il 17 maggio 2024 ha debuttato nella Revolution Pro Wrestling nello primo show di Fantastica Mania: UK, sconfiggendo Kanji e nel secondo show, ha difeso con successo il suo Strong Women's Championship contro Rhio. Era previsto che lottasse contro Dani Luna per l'Undisputed British Women's Championship durante un evento RevPro di agosto, ma l'incontro è stato cancellato in seguito della firma di Vaquer con la WWE.

### All Elite Wrestling (2024)
Nella puntata del 29 maggio 2024 di Dynamite, ha debuttato nella All Elite Wrestling, affrontando la TBS Champion Mercedes Moné. Ha debuttato in un match AEW nella puntata del 29 giugno di Collision, sconfiggendo Lady Frost.

### WWE (2024–presente)

#### NXT(2024–2025)

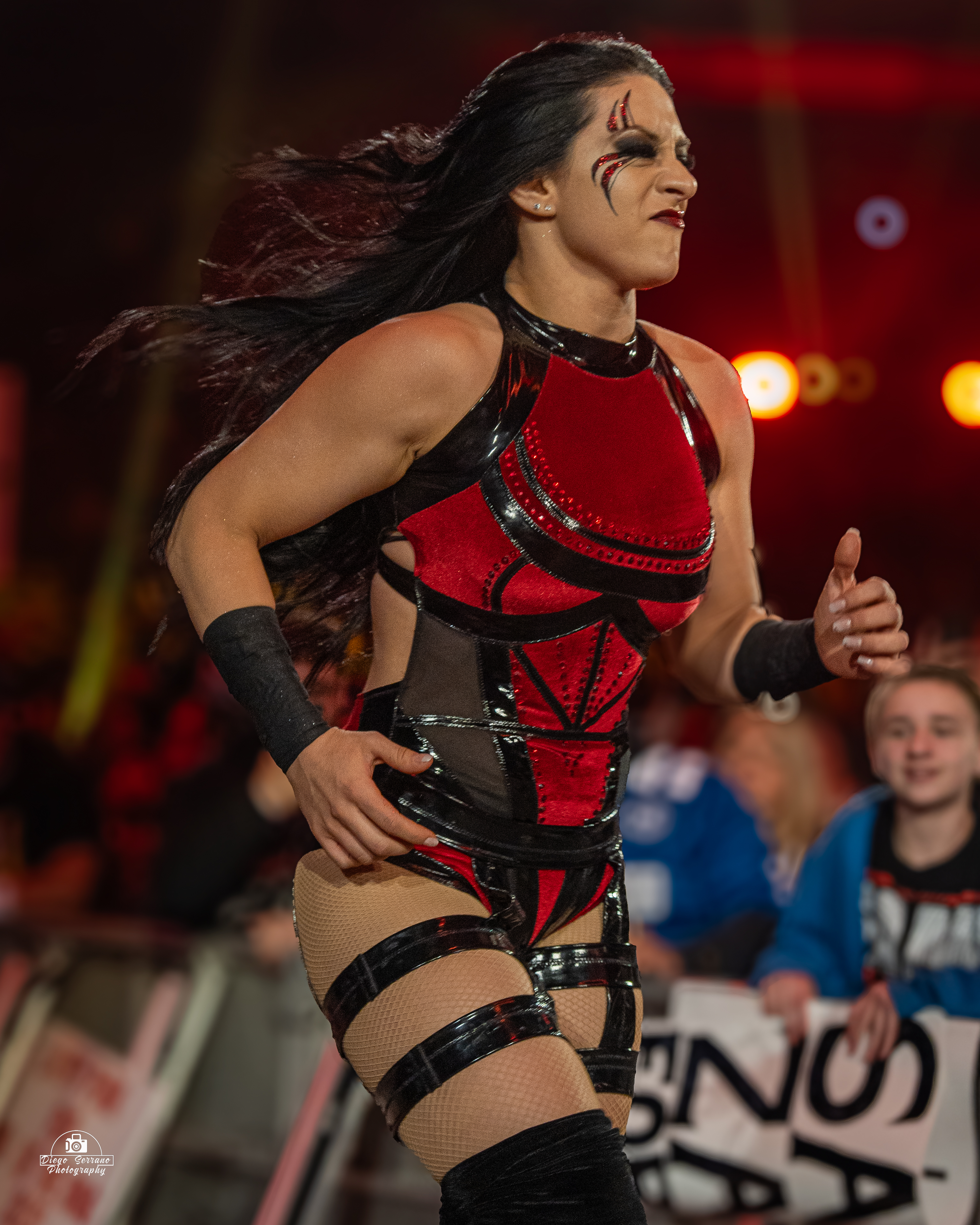
Stephanie Vaquer nel 2025

Il 10 luglio 2024 Shawn Michaels ha annunciato che Stephanie Vaquer aveva ufficialmente firmato con la compagnia ed era stata assegnata al brand NXT, diventando così la seconda cilena a firmare con la WWE.
Debutta nella puntata di NXT del 24 settembre, durante la conferenza stampa sul ring tra la NXT Women's Champion Roxanne Perez e Giulia e lotta per la prima volta in WWE, il 15 ottobre ad NXT, sconfiggendo Wren Sinclair. Dopo l'incontro, è stata attaccata da Perez e Cora Jade fino a quando Giulia non è intervenuta per salvarla, così da organizzare un tag team match a Halloween Havoc il 27 ottobre, vinto dal team composto da Giulia e Vaquer dopo che quest'ultima ha schienato Roxanne Perez. Nella puntata di NXT del 19 novembre, Vaquer ha sconfitto Jaida Parker per qualificarsi all'Iron Survivor Challenge a NXT Deadline il 7 dicembre, poi vinta da Giulia.
Il 7 gennaio 2025 a NXT: New Year's Evil ha vinto un fatal four-way match per determinare la sfidante all'NXT Women's North American Championship.
Il 1° febbraio 2025, a Royal Rumble, ha partecipato al suo primo royal rumble match femminile entrando come numero 24, ma è stata successivamente eliminata da Nia Jax.
Il 15 febbraio a NXT Vengeance Day, ha sconfitto Fallon Henley e vinse l'NXT Women's North American Championship, segnando la sua prima vittoria di un titolo WWE e diventando la prima donna cilena e sudamericana a vincere un titolo nella compagnia. Ha difeso per la prima volta con successo il titolo nella puntata di NXT del 25 febbraio contro Karmen Petrovic. Dopo l'incontro, è stata affrontata dalla NXT Women's Champion Giulia e successivamente è stato sancito un winner takes all match per NXT: Roadblock.
Nel main event dell'episodio speciale dell'11 marzo, Vaquer ha sconfitto Giulia e vinse l'NXT Women's Championship diventando doppia campionessa. Nella puntata del 18 marzo, Jordynne Grace e Jaida Parker che si proposero come nuove sfidanti al titolo. La settimana successiva, la Vaquer affrontò e sconfisse la Parker grazie anche ad una distrazione della Grace. Sette giorni dopo nella puntata del 1° aprile,  fu costretta a rendere vacante l'NXT Women's North American Championship terminando il suo regno di 45 giorni, a condizione che avrebbe potuto scegliere la sua sfidante ad NXT Stand & Deliver venendo poi interrotta da Grace e Parker che iniziarono una rissa tra di loro.
La settimana seguente, le due sfidanti combatterono una contro l'altra ma l'incontro terminò a seguito di un'interferenza della Vaquer, con Grace e Parker che la attaccarono e in soccorso della campionessa tornò a sorpresa Giulia che attaccò anche lei la campionessa effettuando un turn heel. Più tardi nella serata accettò di affrontare Giulia, Jordynne Grace e Jaida Parker in un fatal four-way match a Stand & Deliver. Arrivati all'evento, riuscì a mantenere la cintura sconfiggendo tutte le altre avversarie. A Battleground, la cilena difese la cintura contro Jordynne Grace, ma nella puntata successiva di NXT perse la cintura ai danni di Jacy Jayne, interrompendo il suo regno di 77 giorni.

#### Raw(2025–presente)
Dopo aver perso l'NXT Women's Championship, il 30 maggio 2025, Vaquer passa ufficialmente al programma Raw. La lottatrice cilena aveva già esordito nello show rosso della WWE il 21 aprile in un match contro Iyo Sky. Nella puntata del 2 giugno di Raw Stephanie Vaquer si è qualifica al Money in the Bank Ladder match sconfiggendo in un triple threat match Liv Morgan e Ivy Nile.

## Vita privata
Vaquer ha la cittadinanza cilena e messicana.
Il 4 marzo 2023, Vaquer ha presentato una denuncia contro Rogelio Reyes (meglio conosciuto come El Cuatrero), che aveva iniziato a frequentare quando entrambi lavoravano per la Consejo Mundial de Lucha Libre. Secondo la denuncia, Reyes l'avrebbe afferrata per il collo e sbattuta contro un muro. Il 9 marzo, la CMLL ha rilasciato una dichiarazione in cui affermava di: "condannare energicamente qualsiasi forma di violenza contro le donne e ribadire il nostro impegno a promuovere una vita priva di violenza e molestie nel nostro staff e nei frequentatori delle nostre arene". Il 10 marzo, dopo uno show della AAA ad Aguascalientes, Reyes è stato arrestato e accusato di tentato omicidio e violenza domestica.

## Titoli e riconoscimenti
- Arena Azteca Budokan
  - Arena Azteca Budokan International Women's Championship (1)
- Arena Cuautitlán Izcalli
  - Arena Cuautitlán Izcalli Mixed Tag Team Championship (1) – con Ricky Marvin
- Alianza Universal de Lucha Libre
  - AULL Women's Championship (1)[56]
- Consejo Mundial de Lucha Libre
  - CMLL World Women's Championship (1)[14]
  - CMLL World Women's Tag Team Championship (1) – con Zeuxis[13]
  - Occidente Women's Tag Team Championship (1) – con Zeuxis[12]
  - Grand Prix de Amazonas (2023)[57]
- Guerreros de la Lucha Libre
  - GDLL Women's Championship (1)[58]
- IWC Legacy
  - IWC Women's Championship (1)[59]
- New Japan Pro-Wrestling
  - Strong Women's Championship (1)[20]
- Premios Rasslin
  - Premio Mejor en el extranjero (2023, 2024)[60]
- Pro Wrestling Illustrated
  - 5ª tra le migliori 250 wrestler femminili nella PWI Women's 250 (2024)[61]
  - 84ª con Zeuxis tra i migliori 100 tag team nella PWI Tag Team 100 (2023)[62]
- WWE
  - NXT Women's Championship (1)[63][64]
  - NXT Women's North American Championship (1)[65][66]